# Entertainment Software Rating Board
Ủy ban Đánh giá Phần mềm Giải trí (ESRB) là một đơn vị phi lợi nhuận hoạt động độc lập được thành lập từ năm 1994 bởi Liên đoàn Phần mềm Giải trí (ESA).
| Icon | Xếp hạng                                   | Thời gian áp dụng        | Nội dung |
| ---- | ------------------------------------------ | ------------------------ | --- |
|      | Early Childhood (EC) Trẻ nhỏ               | 1994 - 2018              | game chứa nội dung thích hợp cho trẻ 3 tuổi và lớn hơn |
|      | Everyone (E) Mọi người                     | 1994 - hiện nay          | dành cho mọi đối tượng từ 6 tuổi trở lên |
|      | Everyone 10+ (E10+) Mọi người 10+          | Tháng Ba 2005 - hiện nay | dành cho mọi đối tượng từ 10 tuổi trở lên |
|      | Teen (T) Thiếu niên                        | 1994 - hiện nay          | dành cho thiếu niên từ 13 tuổi trở lên |
|      | Mature 17+ (M) Thanh niên 17+              | 1994 - hiện nay          | dành cho đối tượng từ 17 tuổi trở lên. |
|      | Adult Only 18+ (AO) Chỉ dành cho người lớn | 1994 - hiện nay          | game dành cho người trên 18 tuổi. Game được đánh giá có nội dụng dành cho người trưởng thành miêu tả tình dục, sự khỏa thân, bạo lực nặng, bao gồm cả máu và cái chết. |
|      | Rating Pending (RP) Đang xếp hạng          | 1994 - hiện nay          | Sản phẩm đang được trình lên cho ESRB và chờ đánh giá cuối cùng. Rate này chỉ xuất hiện trong quảng cáo trước khi game phát hành                                       |